# 美洲原住民疾病和流行病
尽管在前哥倫布時期时代，美洲存在多种传染病， 不過美洲原住民人口规模有限，患有人畜共通傳染病的驯养动物数量较少，并且美洲原住民的居住地与欧洲和亚洲地区相比相對分散，這阻碍了传染病的传播。已知梅毒起源於美洲。 除此之外，現今美洲大陸的大多数传染病都起源于旧大陆。随着欧洲人來到美洲以及哥倫布大交換，來自欧亚大陆的傳染病給美洲原住民帶來了毀滅性打擊。
歐洲長期的戰亂以及丝绸之路贸易一定程度上助長了传染病的傳播。1000多年来，來自東方的商人和遊客把商品和传染病帶到歐洲，倖存下來的欧洲人逐渐對一些傳染病產生了免疫力，欧洲人在探索新大陆时也把傳染病帶到了當地。
美洲原住民通过与欧洲人的贸易和接触而感染了传染病，战争和奴役也促成了傳染病的传播。由于美洲原住民此前没有接触过传染病，很少有人會對這些傳染病產生免疫力，因此死亡率很高。 